# Olympische Jugend-Sommerspiele 2010/Teilnehmer (Grenada)
| Gelbes Symbol für Goldmedaillen mit stilisierten Olympischen Ringen | Graues Symbol für Silbermedaillen mit stilisierten Olympischen Ringen | Braundes Symbol für Bronzemedaillen mit stilisierten Olympischen Ringen |
| ------------------------------------------------------------------- | --------------------------------------------------------------------- | ----------------------------------------------------------------------- |
| —                                                                   | —                                                                     | —                                                                       |

Die Jugend-Olympiamannschaft aus Grenada für die I. Olympischen Jugend-Sommerspiele vom 14. bis 26. August 2010 in Singapur bestand aus sechs Athleten.

## Athleten nach Sportarten

### Boxen
Jungen
- Kandel Dowden
Fliegengewicht: 4. Platz

### Leichtathletik
| Mädchen - Lucy Fortune 200 m: 10. Platz - Nickhelia Atida John 400 m: 16. Platz | Jungen - Lindon Victor Diskuswurf: 13. Platz |

### Schwimmen
| Mädchen - Ayesha Noel 50 m Freistil: 48. Platz 200 m Rücken: 32. Platz | Jungen - Richard Regis 50 m Freistil: 40. Platz 100 m Freistil: 52. Platz |